# Аарон Паділья Гутьєррес
Аарон Паділья Гутьєррес (ісп. Aarón Padilla Gutiérrez, 10 липня 1942 — 14 червня 2020) — мексиканський футболіст, нападник. Відомий виступами за клуб «УНАМ Пумас» та національну збірну Мексики.

## Клубна кар'єра
У дорослому футболі дебютував 1962 року виступами за команду «УНАМ Пумас», в якій провів десять сезонів. Вніс вагомий внесок у вихід цього клубу до найвищого дивізіону чемпіонату Мексики.
По одному сезону провів у складі клубів «Атланте» та «Веракрус».
Завершувати професійну ігрову кар'єру повернувся до «УНАМ Пумас». У складі цієї команди провів сезон 1974/75.

## Виступи за збірну
1965 року дебютував в офіційних матчах у складі національної збірної Мексики. Протягом кар'єри у національній команді, яка тривала 6 років, провів у формі головної команди країни 55 матчів і забив 8 голів.
У складі збірної був учасником чемпіонату світу 1966 року в Англії та чемпіонату світу 1970 року у Мексиці.

## Титули і досягнення
- Срібний призер Ігор Центральної Америки та Карибського басейну: 1962
- Переможець Чемпіонату націй КОНКАКАФ: 1965